# はらかつ!〜気になるあの子と子作りエッチ〜
『はらかつ!〜気になるあの子と子作りエッチ〜 』は、INTERHEART glossyから2016年4月28日に発売されたアダルトゲームである。

## 解説
本作は子どもを望む人妻たちが主人公と性交をする様子を描いたアドベンチャーゲームであり、寝取りの要素はあるものの、両者合意の上での性行為ということもあり、凌辱色のない明るい作品に仕上がっている。
Hシーンにはアニメーション技術E-moteが導入されている。
続編である『はらかつ！2』はストーリー上のつながりはないものの、購入特典として本作のアフターストーリー追加パッチが収録されている。

## あらすじ
マンションで一人暮らしをしていた主人公は、隣に住む秋保ゆかりと偶然顔を合わせる。ゆかりは、「夫が子づくりに否定的であり、既成事実を作れば夫とのよりを戻せる」と思いを打ち明け、自分を妊娠させてほしいと頼んできた。
その話に二つ返事で引き受けた主人公は、ゆかりとの性交を楽しんだ。翌日、同じマンションに住む片品詩織にゆかりとの情交が知られるも、詩織はそれをだしに脅迫するどころか、ゆかりと同じ悩みを抱えた女性たちを紹介してきた。

## 登場人物
秋保 ゆかり （あきう ゆかり）
声：綾瀬ゆり
主人公の隣の部屋に住む主婦。両親も、自身も子どもを望んでいるが、夫が子供嫌いで子づくりに否定的だったため、夫と同じ血液型を持つ主人公に性交を依頼する。
室戸 美咲 （むろと みさき）
声：蓬かすみ
詩織が紹介してきた主婦。一見すると少女だが、実際は26歳の既婚者である。夫婦仲は円満でともに子づくりには積極的だが、夫の仕事が多忙であるため、なかなか機会を得られずにいる。
子どもをつくって夫を安心させたいという思いから、不倫であることを承知の上で主人公に性交を依頼する。
宇美 紀梨香 （うみ きりか）
声：野々村紗夜
資産家を恋人に持つ独身女性。子どもができて初めて嫁として認められるという恋人の実家のしきたりと、自身の旺盛な性欲もあって、恋人と積極的に性交を重ねてきたが、なかなか妊娠しないことに焦りを感じている。
如月 れん （きさらぎ れん）
声：野々原まどか
医科歯科大学に通う女子大生。恋人が近頃態度がそっけなくなっていることに不安を感じており、「子どもができれば彼氏とずっと一緒にいられる」と考え、主人公に性交を依頼する。
片品 詩織 （かたしな しおり）
声：花影蛍
主人公と同じマンションに住む主婦で、噂好きとして知られている。自身もセックスレスに悩んでいたことから、ゆかりの境遇には理解があり、主人公に同様の悩みを抱えた女性たちを紹介する。
常盤 真理子 （ときわ まりこ）
声：木多野あり
主人公らと同じマンションに住む一児の母。子どもができなくて悩む他の住民たちに対して優越感を感じている。

## スタッフ
- 原画：りゅうき夕海
- シナリオ：花散さと
- 監督：まっちん

## 主題歌
オープニングテーマ「はらかつ！」
- 歌・作詞・作曲：SION(Rose&Rosary)＆薬師るり/編曲：根本克則(KParaMUSIC)

エンディングテーマ「らぶ　こんせぷしょん」
- 歌・作詞・作曲：SION(Rose&Rosary)＆薬師るり/編曲：SION＆KURO(Rose&Rosary)